# Гладыши (род клопов)
Гла́дыши (лат. Notonecta) — род крупных пресноводных клопов одноимённого семейства (Notonectidae).

## Строение
Взрослые особи достигают длины 15 мм. Тело разделено на голову, грудь и брюшко. Надкрылья выпуклые, крышеобразной формы, брюшко плоское. Окрас может меняться в зависимости от цвета дна водоёма, в котором обитают насекомые. Обычно это зеленовато-бурые оттенки, причём брюшко окрашено темнее, а надкрылья — светлее (см. образ жизни).
На голове гладыша хорошо заметна пара больших красноватых глаз. Ротовой аппарат типичного для данного отряда колюще-сосущего типа: к брюшку гладыша прижат хоботок, который достаточно крепок и твёрд, чтобы проколоть человеческую кожу. За болезненный укус гладыш получил прозвище «водяная оса».
Грудь несёт три пары ног, причём последняя — гребные ноги — длиннее и мощнее остальных, густо опушена щетинками и служит для перемещения в толще воды. По суше клоп передвигается неуклюже, цепляясь за неровности поверхности двумя передними парами ног.
Брюшко состоит из 7 сегментов, составляет приблизительно ¾ длины тела животного, со спинной стороны прикрыто надкрыльями. Спинная сторона тела выпуклая, с килем, брюшная - уплощённая.

## Образ жизни

### Движения
Бо́льшую часть времени гладыш проводит у самой поверхности воды в характерной позе, вниз головой, широко расставив задние ноги — «приклеившись» ими к самой плёнке поверхностного натяжения и выставив задний конец брюшка в воздух для дыхания. Уходя от преследования или охотясь, гладыш достаточно быстро способен уйти на глубину. При этом становится видно, что для погружения насекомому приходится затрачивать определённые усилия. Чтобы всплыть, клоп, напротив, не делает ни единого движения. Под водой гладыш может пробыть минимум 7-8 мин.
Гладыши хорошо летают, преимущественно в ночное время. Таким образом происходит их расселение. Гладыши зимуют вне водоёмов — в лесной подстилке, под корой деревьев и т. п.

### Питание
Гладыш — хищник. Питается различными водными насекомыми и даже иногда мальками рыб (чем может наносить определённый урон рыбному хозяйству). Выбрав жертву, клоп несколькими мощными взмахами гребных конечностей настигает её и, проколов хоботком внешние покровы, впрыскивает ей внутрь пищеварительную жидкость. Через некоторое время умерщвлённая жертва высасывается клопом. Известны случаи каннибализма: взрослые особи нападают на молодых, а также на представителей других, более мелких, родственных видов, например, на гребляков.
Естественные враги гладыша — птицы и крупные рыбы. Так как гладыш передвигается в воде «спиной вниз», то этим определяется распределение его окраски: светлые надкрылья делают его менее заметным для рыб, на фоне неба, а темное брюшко — для птиц, на фоне дна водоёма, обычно — илистого (гладыш предпочитает селиться в стоячих или медленнотекущих бассейнах).

### Дыхание
Дышит гладыш атмосферным воздухом. Благодаря ему же тело насекомого имеет положительную плавучесть. Трахейные стволы открываются тремя парами грудных и семью парами брюшных стигм (дыхалец). Грудные стигмы открываются в герметично закрытые камеры, сообщающиеся с пространством под надкрыльями и с двумя воздушными каналами на поверхности брюшка, которые образованы четырьмя рядами волосков. Главное дыхательное отверстие находится на седьмом сегменте брюшка и прикрыто тремя группам особых волосков, две из которых подвижны. Смыкаясь, эти волоски могут закрывать вход в дыхательное отверстие.

### Размножение
Насекомое с неполным превращением. Самки гладышей откладывают яйца в ткани водных растений. Личинки гладышей во всём похожи на взрослых насекомых, за исключением размеров и отсутствия крыльев, ведут сходный хищнический образ жизни.
У взрослых самцов имеется музыкальный аппарат.

## Виды
В мировой фауне свыше 300 видов, в России отмечены 10 видов:
- Notonecta amplifica Kiritshenko, 1930
- Notonecta glauca Linnaeus, 1758
- Notonecta kiangsis Kirkaldy, 1871
- Notonecta lutea Müller, 1776
- Notonecta maculata Fabricius, 1794
- Notonecta meridionalis Poisson, 1926
- Notonecta obliqua Thunberg, 1787
- Notonecta reuteri Hungerford, 1928
- Notonecta trigittata Motschulsky, 1961
- Notonecta viridis Delcourt, 1909